# Zasenbeck

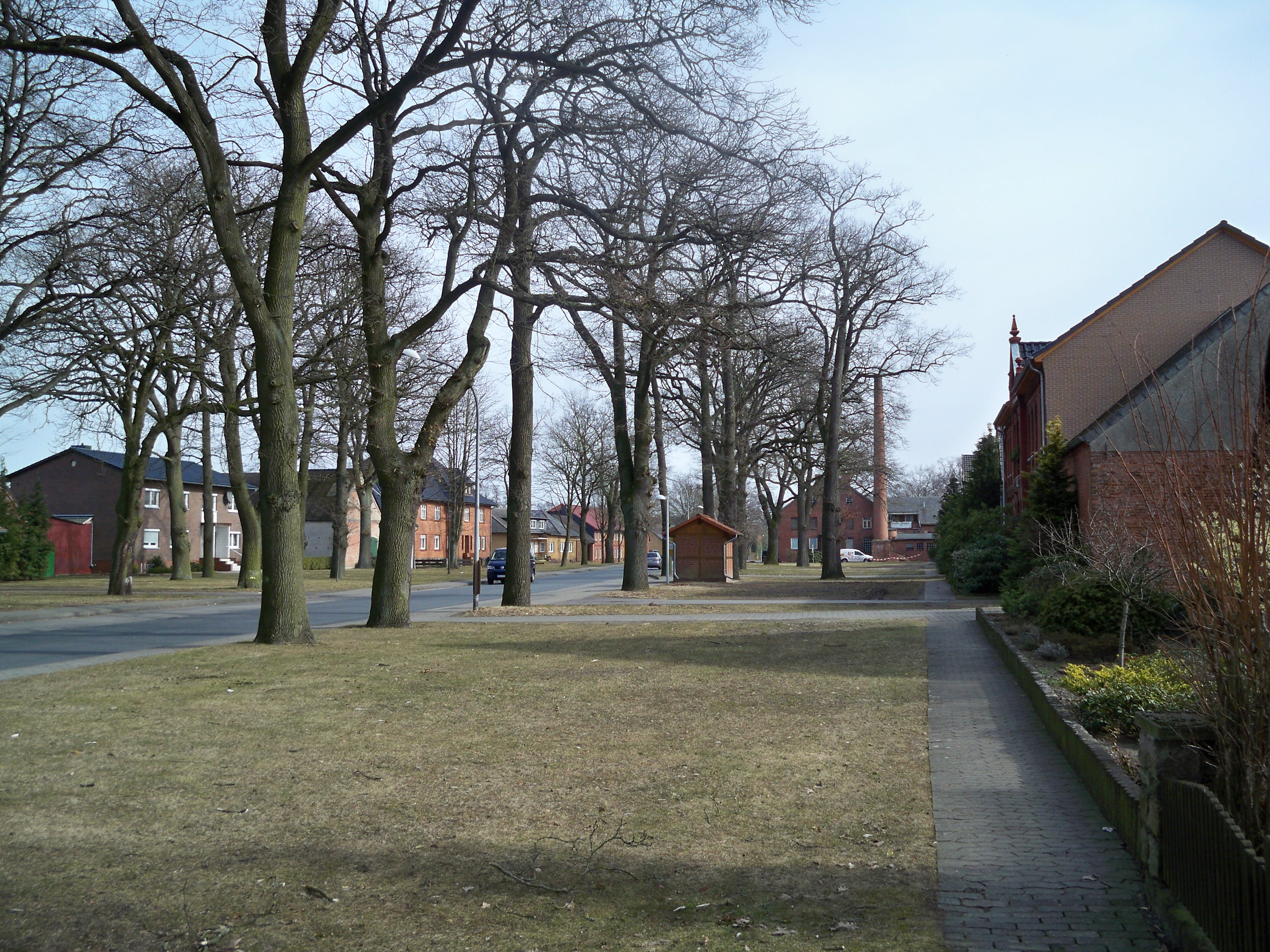
Dorfansicht

Zasenbeck ist eine Ortschaft der Stadt Wittingen im niedersächsischen Landkreis Gifhorn. Sie liegt an der Landesgrenze zu Sachsen-Anhalt sowie an der Bundesstraße 244 zwischen den Orten Brome und Wittingen.

## Geografie
Die Gemarkung liegt auf der leicht gewölbten Talsandfläche des Ohretales zwischen Ohre und Flöße. Das Dorf erstreckt sich mit seinem Kern auf einem flachen, in die Ohreaue vorspringenden Sporn. Die Ohre, rund 500 Meter entfernt, markierte hier die innerdeutsche Grenze. Das Dorf hatte 2010 insgesamt 373 Einwohner, 111 Haushalte, 17 gewerbliche und einen landwirtschaftlichen Betrieb.

## Geschichte

### Ortsname
Die Bedeutung des Ortsnamens erschließt sich aus den Varianten in alten Urkunden, zum Beispiel Sasbeke (1330/52), Tom Tzasbeke (1450 Winsener Schatzregister), Sasßbecke (1488) und Sasembecke (1600). Der Hauptbestandteil des Namens sas leitet sich von dem Verb sassen = sich niederlassen bzw. dem Substantiv sasz ab, so dass Sas-em-Becke, also Zasenbeck, die „Siedlung am Bach“ bedeutet.

### Frühgeschichte, Mittelalter, Neuzeit

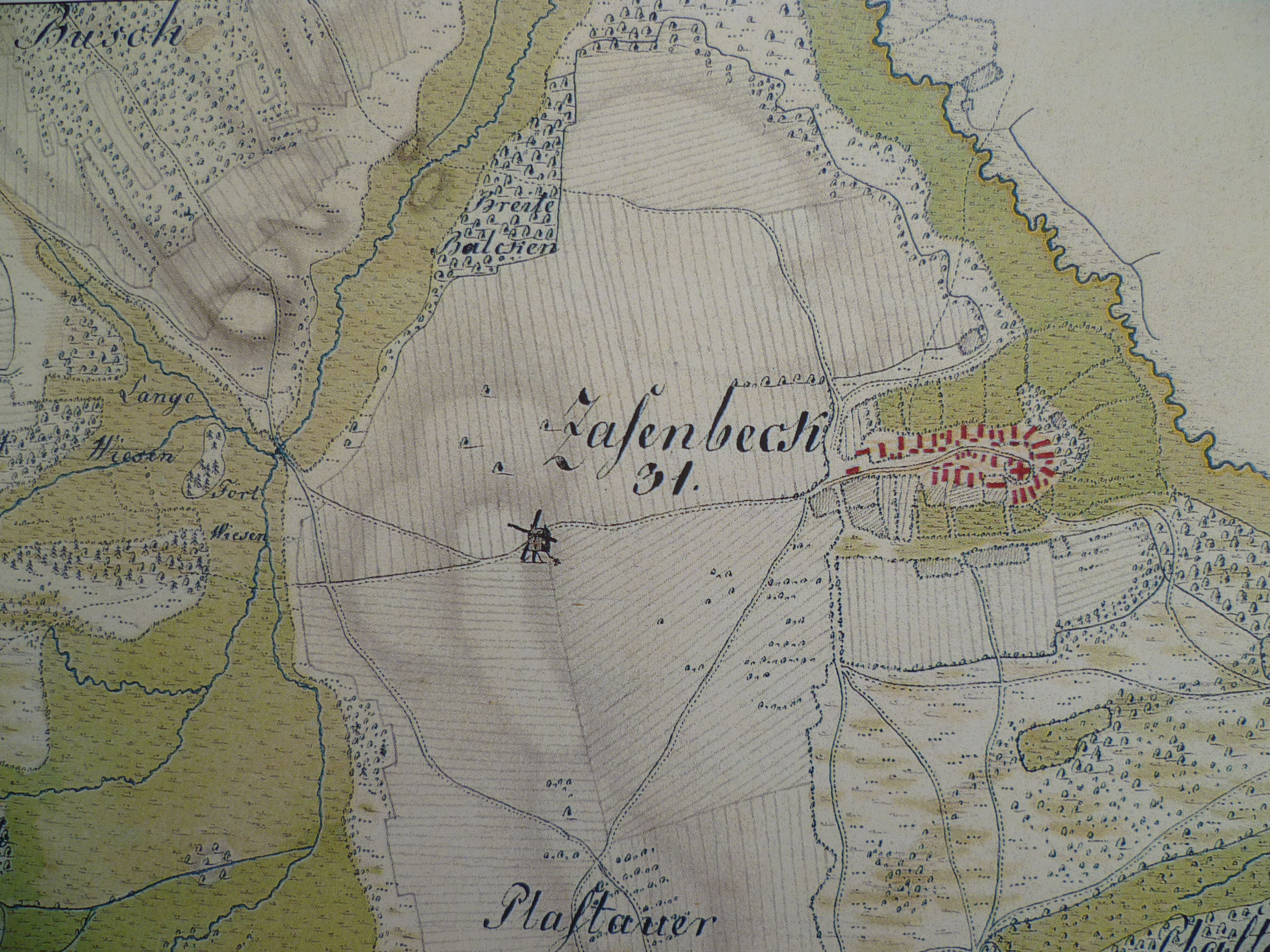
Zasenbeck in der Kurhannoverschen Landesaufnahme von 1779

Jungsteinzeitliche und teilweise bronzezeitliche Funde in der Gemarkung deuten auf eine frühe Besiedlung. Zasenbeck gehört zu den -beke-Siedlungen der älteren Rodeperiode (5.–8. Jahrhundert n. Chr.) Der Ort gestaltete sich schon früh zum Sackgassen- oder Angerdorf mit nur einem Ausgang nach Westen in Richtung Postweg, der noch heute als Feldweg Wittingen und Brome verbindet. Wie der nebenstehende Kartenausschnitt aus der Kurhannoverschen Landesaufnahme von 1779 zeigt, führten zum Beispiel zu den Nachbardörfern Hanum und Ohrdorf nur Fußwege.
1303 wird Zasenbeck zum ersten Mal urkundlich im Lehensregister der Herzöge von Braunschweig erwähnt, als eine dritte Linie derer von dem Knesebeck drei Teile des Dorfes als herzogliches Lehen von Herzog Otto dem Strengen von Lüneburg erwarb. Die St. Johannes geweihte Feldsteinkirche lässt sich anhand von Kirchenbüchern bis 1305 zurückverfolgen. Sie ist mit Sicherheit älter und stammt aus dem 12. bis 13. Jahrhundert. Turm und Fachwerk sind von 1821.
1534, in der Reformationszeit, wurde Zasenbeck von Wittingen getrennt und zu einer eigenständigen Parochie erhoben. Ein Ackerhof wurde zum Pfarrhof umgewandelt. Der erste lutherische Geistliche dort hieß Hinrich Pinsul. 1636 und 1638, im Dreißigjährigen Krieg, raubten sächsische Reiter die Kirche aus. 1644 ruinierten schwedische Reiter das Pfarramt.

### 19. Jahrhundert
Von 1315 bis 1859 gehörte Zasenbeck zum Amt Knesebeck, das  die Herzöge im 14. Jahrhundert zu einem Verwaltungszentrum im Fürstentum Lüneburg entwickelt hatten. Unterbrochen wurde diese lange Periode nur von 1810 bis 1813, als während der kurzen napoleonischen Zeit des Königreichs Westphalen unter König Jérôme Bonaparte, Napoléons jüngstem Bruder, Zasenbeck dem Canton Wittingen, anfangs Teil des Département Niederelbe, zugeordnet war. Im Verlauf der Verkoppelung von 1842/53 wurden die Straßen zu den Nachbardörfern Plastau, Ohrdorf und Hanum gebaut. Zasenbeck verlor dadurch den Charakter eines reinen Sackgassendorfes.
Am 1. Juli 1859 wurden die Ämter Knesebeck und Isenhagen zum Amt Isenhagen vereint. Am 1. April 1885, bei der Einführung der preußischen Kreisverfassung, entstanden daraus die Kreise Isenhagen und Gifhorn, und Zasenbeck gehörte nun fast 50 Jahre zum Kreis Isenhagen. Aufgrund der Kreisreform von 1932 wurden die beiden Kreise am 1. April 1933 wieder zum Kreis Gifhorn zusammengeschlossen.
1866, nach dem Ende des Deutschen Krieges, annektierte Preußen das Königreich Hannover. Zasenbeck lag nun in der Provinz Hannover: Aus den Welfen waren Preußen geworden. Die Ohre bildete die Grenze zur Provinz Sachsen.
Auf der Hudefläche zwischen Zasenbeck und Plastau – die Gegend trägt noch heute den Flurnamen „Nachtweide“ – hüteten Dorfhirten das Vieh der Dorfbewohner. Sie wohnten in zwei Hirtenhäusern. Als die Hude an Bedeutung verlor, wurde eines dieser Häuser, das gegenüber dem Pfarrhaus und neben dem Pfarrwitwenhaus lag, zur Ein-Klassenraum-Schule mit integrierter Lehrerwohnung umgebaut. Dort lebte und unterrichtete unter anderem der Lehrer und Kantor Friedrich Meyer,  genannt „Küster Meyer“, von 1869 bis 1913 jeweils durchschnittlich 70 Kinder.
Bis 1894 wurden Verstorbene innerhalb des Ortes, um die Kirche herum bestattet. Den Friedhof an der Straße nach Plastau legte man 1895 an und umfriedete ihn mit einer Rotdornhecke und Rotdornbäumen. Die Wege begrenzten Lindenbäume.
Nachdem ab 1909 die Kleinbahnstrecke Wittingen-Oebisfelde auch über Zasenbeck führte, wurde der Ort am 1. Oktober 1911 Eisenbahnknotenpunkt. Die damalige Kleinbahn-AG Bismark-Gardelegen-Wittingen eröffnete einen 16 Kilometer langen Abzweig nach Rohrberg, wo die Strecke an die Strecke Diesdorf–Beetzendorf derselben Gesellschaft anschloss. Zasenbeck hatte zwei Bahnsteige und war eine Umsteigestation.
1913 eröffnete Julius Stammer in Zasenbeck einen Kolonialwarenladen mit angeschlossener Bäckerei.
1933 brachte ein Wirbelsturm die bereits 1670 im Erbregister des Amtes Knesebeck genannte und auf der Kurhannoverschen Landesaufnahme von 1779 deutlich erkennbare Zasenbecker Windmühle zum Einsturz. Sie hatte eine sehr wechselvolle Geschichte hinter sich. Häufig wechselten ihre Besitzer, mehrfach brannte sie ab, am 28. Januar 1852 sogar durch Brandstiftung. Mit der ausgezahlten Versicherungssumme ließ der Müller eine neue bauen. Der Betrug flog jedoch auf, und der Müller landete für mehrere Jahre im Gefängnis. Seine Frau führte die Mühle während seiner Haftzeit allein weiter. Schließlich kam die Mühle 1862 in den Besitz der Familie Santelmann und verblieb dort über drei Generationen. Nach dem Einsturz wurde sie nicht wieder aufgebaut.

### 20. Jahrhundert

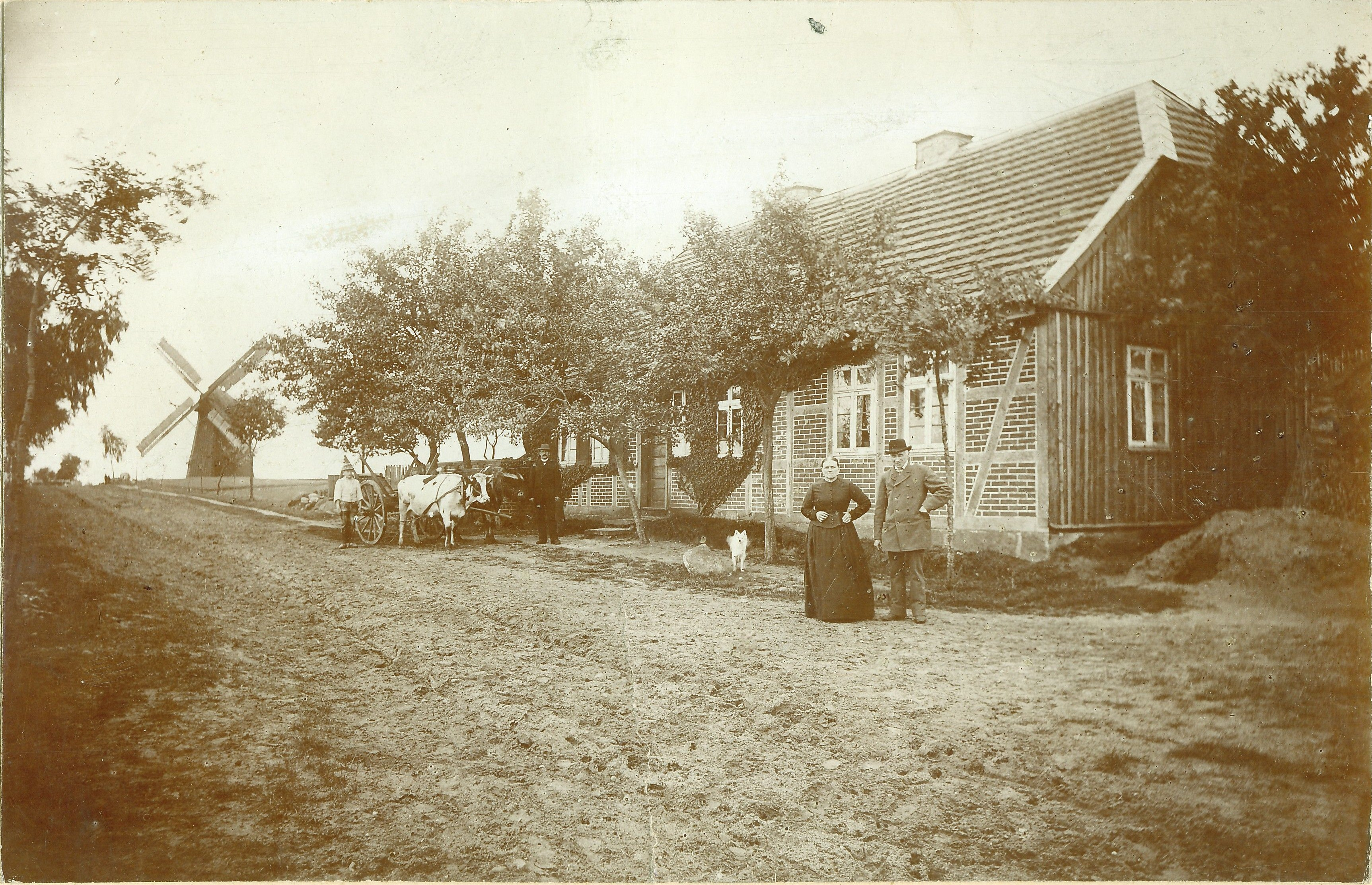
Ehemalige Zasenbecker Windmühle mit Wohnhaus des Müllers und Müllerehepaar – Foto um 1900

Im Ersten Weltkrieg verloren elf Soldaten aus Zasenbeck ihr Leben. Der Zweite Weltkrieg forderte 51 Opfer, darunter Tote und Vermisste.
Gegen Ende des Zweiten Weltkriegs überflogen immer häufiger Bombergeschwader der Alliierten das Dorf auf ihrem Weg von England zu den Angriffszielen im Deutschen Reich. Am 20. Februar 1944 zerschellte zur Nachtzeit rund 400 Meter vom Dorf entfernt, an der Straße nach Plastau, ein britischer Avro Lancaster Bomber, der von einem Nachtjäger abgeschossen  worden war. Die für Leipzig bestimmten Bomben explodierten auf freiem Feld. Die siebenköpfige Besatzung kam ums Leben. Die Toten wurden zunächst auf dem Dorffriedhof bestattet, bald nach Kriegsende aber zum Hannover War Cemetery bei Hannover umgebettet.
Immer mehr Ausgebombte aus den Städten und Heimatvertriebene aus den Deutschen Ostgebieten fanden in Zasenbeck Aufnahme. Innerhalb kurzer Zeit verdoppelte sich die Einwohnerzahl, die 1939 noch 311 betragen hatte. Viele von ihnen zogen im Laufe der Zeit weiter, andere blieben und fanden hier ihre neue Heimat.
In der Nacht vom 16. auf den 17. April 1945 erschienen erstmals US-amerikanische Panzer im Dorf. Auf einer 40 Kilometer langen Frontlinie von Wittingen über Ohrdorf, Zasenbeck, Jübar und Lüdelsen wurden Straßensperren errichtet, um die 45. Panzer-Division Clausewitz auf ihrem Zug von Norden Richtung Harz abzufangen, wo sie sich mit der 11. Armee vereinigen sollte. Von nun an tauchten immer wieder US-Einheiten im Dorf auf, quartierten bei längeren Aufenthalten die Bewohner von größeren Häusern aus und belegten sie. Eines Tages feuerten mehrere Panzer von der Straße nach Wittingen in Richtung Westen. Eins der Geschosse traf das 1,4 Kilometer außerhalb des Dorfes gelegene Santelmannsche Gehöft und zerstörte das Scheunendach. Vom 20. bis 27. April 1945 war eine US-Sanitätseinheit in Zasenbeck stationiert.

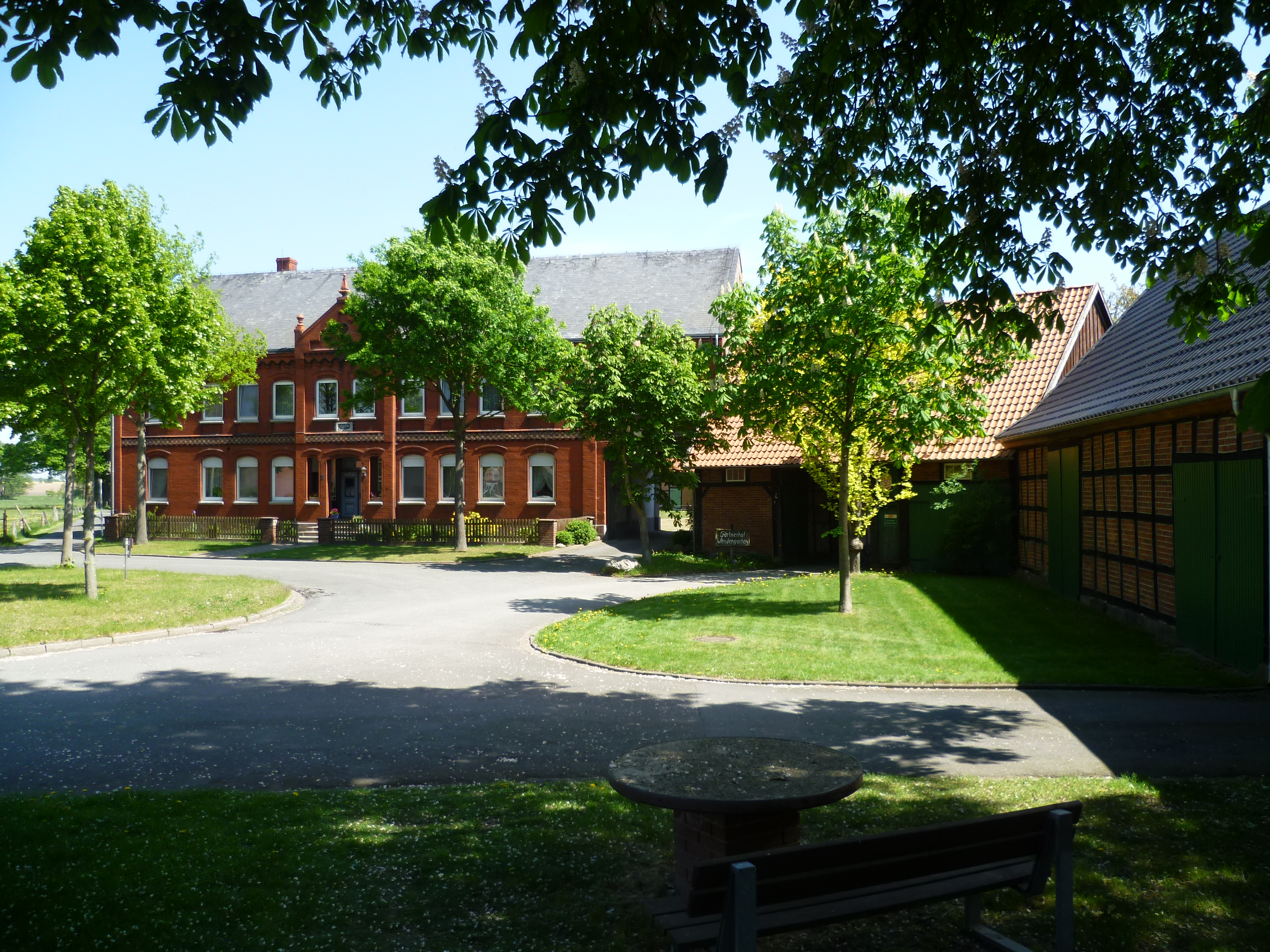
Zasenbeck – Im Winkel

Infolge der Erklärung von Jalta, die die Einteilung in Besatzungszonen vorsah, zogen sich die Amerikaner aus den bis zur Elbe eroberten Gebieten zurück. Die Briten traten in Zasenbeck an ihre Stelle und bewachten ab 1. Juli 1945 die Grenze zur Sowjetischen Besatzungszone (SBZ). Der freie Zugang zum Nachbardorf Hanum war fortan versperrt. Ab Oktober 1946 unterstützen zunächst vier deutsche Polizisten die Briten bei der Grenzüberwachung. Mit der Neugründung des Zollgrenzschutzes 1947 übergaben die Briten die Grenzaufsicht weiteren deutschen Behörden. In Zasenbeck wurde auf dem Diersschen Hof eine Zollgrenzstation eingerichtet. Als der Kalte Krieg die innerdeutsche Grenze immer undurchlässiger machte, übernahm 1951 der Bundesgrenzschutz den Grenzschutz.
Die Bahnstrecke nach Rohrberg wurde 1945 infolge der deutschen Teilung stillgelegt. Auf der Strecke Wittingen–Oebisfelde verkehrten nach dem Krieg die Züge nur noch bis Rühen, da Oebisfelde (heute Sachsen-Anhalt) ebenfalls mit der Teilung abgetrennt worden war. Der Personenverkehr auf dem Abschnitt Wittingen-Rühen wurde 1974 eingestellt; damit hielten auch in Zasenbeck keine Personenzüge mehr. Am 6. Januar 1990, nach fast 45 Jahren der Trennung, wurde die Straße Richtung Hanum wieder für den Verkehr geöffnet.

### Nachkriegszeit

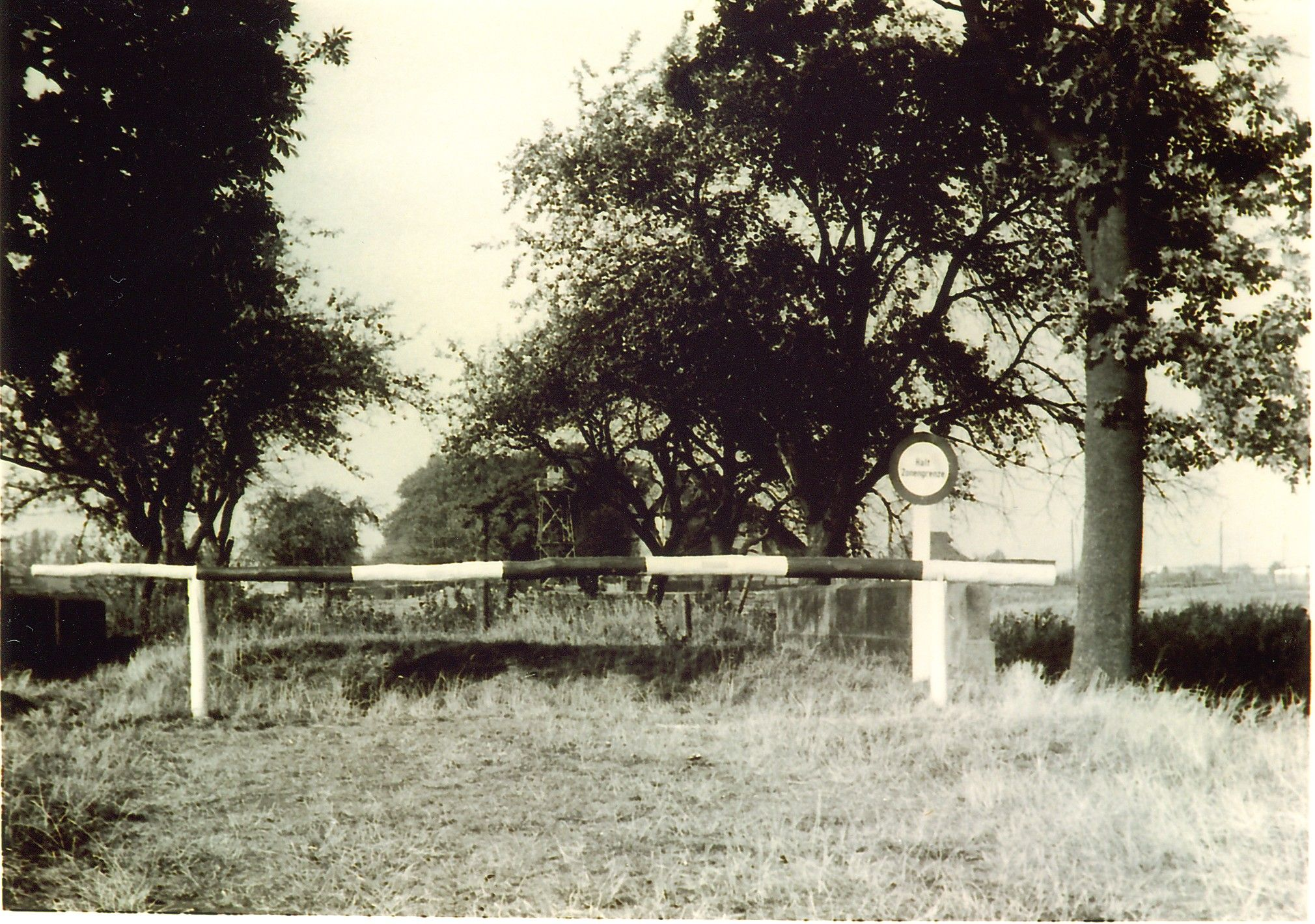
Innerdeutsche Grenze zwischen Zasenbeck und Hanum. Etwa 1960

Von 1928 bis 1950 bildete Zasenbeck mit Plastau eine Gemeinde. Diese gliederte sich wiederum am 1. Juni 1965 in die am 15. Juni 1963 gebildete Samtgemeinde Schneflingen mit Sitz in Teschendorf ein.
1955 feierte die evangelische Gemeinde in Anwesenheit des Landesbischofs Hanns Lilje das 650-jährige Jubiläum der St.-Johannes-Kirche. Im selben Jahr wurde die im Ortskern gelegene Ein-Klassenraum-Schule durch einen Neubau am Dorfausgang nach Plastau mit nunmehr zwei Klassenräumen ersetzt. Seit Mai 1995 befindet sich hier das Dorfgemeinschaftshaus (DGH), und die Grundschüler besuchen die Schule im drei Kilometer entfernten Radenbeck. Die alte Ein-Klassenraum-Schule wurde 1972 abgerissen, an ihrer Stelle befindet sich heute ein Parkplatz.
Am 1. März 1974 wurde Zasenbeck in die Gemeinde Ohrdorf eingegliedert. Bereits einen Monat später, am 1. April 1974, wurde Ohrdorf in die Stadt Wittingen eingemeindet.

### Wirtschaftlicher Wandel

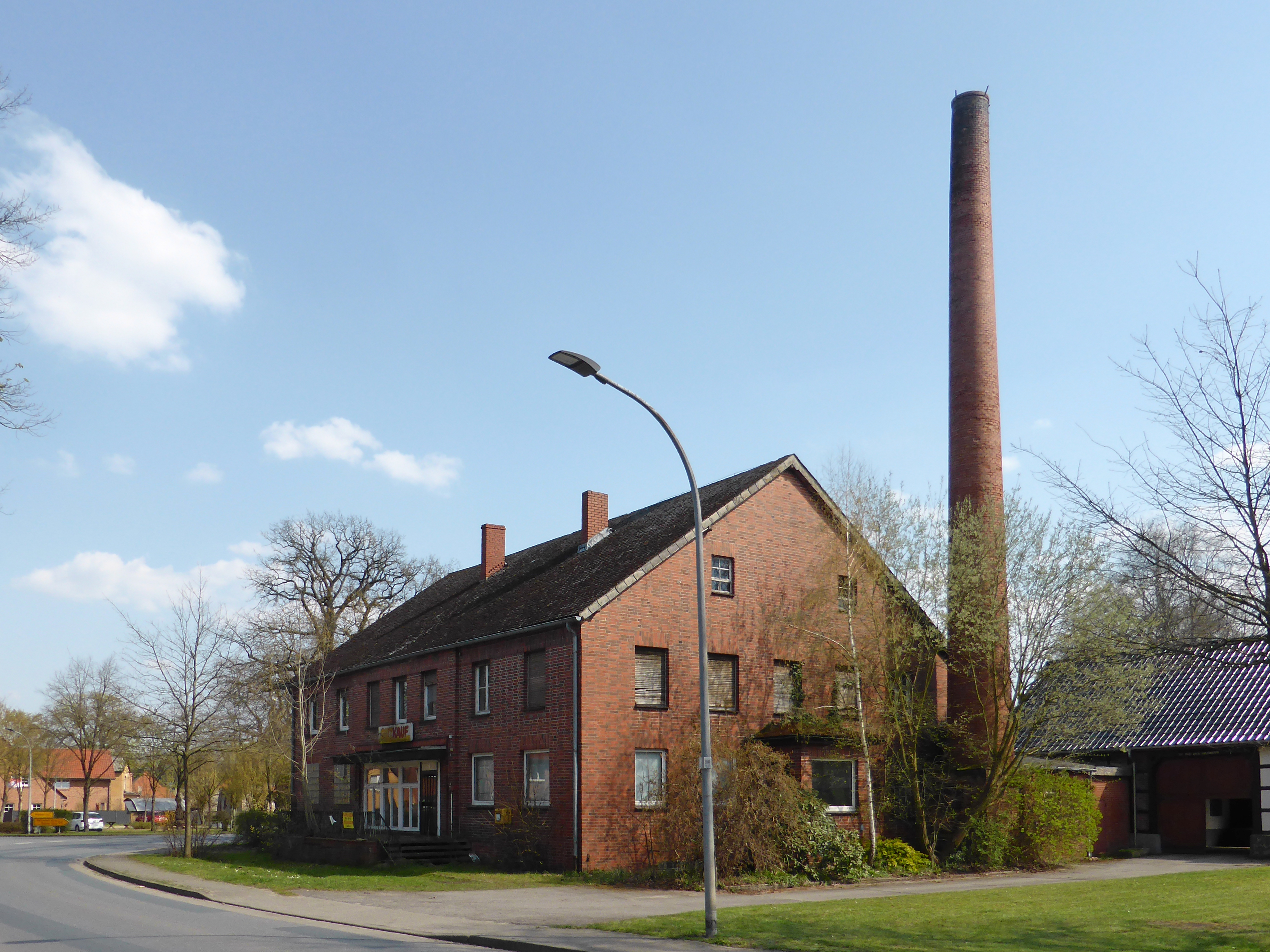
Ehemalige Molkerei (2023)

Von alters her bildeten Ackerbau und Viehwirtschaft für die meisten Dorfbewohner die einzige und wichtigste Existenzgrundlage. Den beiden Erwerbszweigen nachgeordnet gab es eine Mühle (bis 1933) und eine Molkerei. Mehrere kleine Ackerbauern, deren Ackerflächen nicht oder nur bedingt für den Lebensunterhalt reichten, waren auf den Nebenerwerb durch Handel, Handwerk und Dienstleistung angewiesen. So gab es in Zasenbeck um 1950 noch drei Gastwirte, einen Kolonialwarenhändler, einen Bäcker, einen Schmied, einen Stellmacher, einen Tischler, eine Zimmerei mit Sägewerk, einen Maurerbetrieb, einen Schneider, zwei Schuster und die Angestellten der Kleinbahn (bis 1945).
Infolge des schnellen und stetigen Wachstums des Volkswagenwerkes nach 1945 im 33 Kilometer entfernten Wolfsburg und des tiefgreifenden strukturellen Wandels in der Landwirtschaft gaben immer mehr Dorfbewohner zunächst ihren Nebenerwerb und dann auch die Landwirtschaft zugunsten der besseren und einträglicheren Tätigkeit im VW-Werk auf. Waren 1939 noch 78 % der Erwerbstätigen in der Landwirtschaft beschäftigt und 1961 noch 52 %, so gab es 2010 im Dorf nur noch einen einzigen landwirtschaftlichen Betrieb. Auch alle oben genannten Nebenerwerbsbetriebe sind verschwunden. Aus dem ehemaligen Bauerndorf Zasenbeck ist eine Pendler-Wohngemeinde geworden. Der wirtschaftliche Wandel, den das Volkswagenwerk entscheidend verursacht hat, drückt sich hier besonders augenfällig in den vielen Neubauten und Umbauten der Häuser aus.

### Sprachlicher Wandel
Bis Ende des Zweiten Weltkrieges war Niederdeutsch (Platt oder Plattdüütsch) noch die beherrschende Umgangssprache bei den allermeisten Bewohnern des Dorfes. Hochdeutsch hörte man im Rundfunk und bei den Fremden, die ins Dorf kamen. Man las es in der Zeitung und sprach es mit dem Pastor und dem Lehrer. Abgesehen von ganz wenigen Ausnahmen erlernten die Kinder das Niederdeutsche als Muttersprache. Das Hochdeutsche wurde ihnen, quasi als Fremdsprache, erst in der Schule beigebracht.
Gegen Ende des Zweiten Weltkrieges änderte sich diese Situation schlagartig mit dem starken Zuzug und der Eingliederung der Flüchtlinge aus den zerbombten Städten und verlorenen Ostgebieten. Deren Kinder sprachen ausnahmslos hochdeutsch. Die einheimischen Kinder verwendeten nun weiterhin untereinander Platt, redeten aber mit den Neuankömmlingen hochdeutsch. Gleichzeitig  begannen die einheimischen Eltern mit ihren Kleinkindern immer häufiger hochdeutsch zu sprechen, und das Plattdeutsche verlor zunehmend seine Bedeutung als Muttersprache. Diese Kinder redeten nun hochdeutsch, verstanden aber auch mühelos Platt.
2010 gab es in Zasenbeck nur noch rund dreißig ausschließlich ältere aktive Sprecher, für die das Niederdeutsche Muttersprache war.

### Bevölkerungsentwicklung
| Jahr | Einwohner |
| ---- | --------- |
| 1821 | 213       |
| 1848 | 266       |
| 1871 | 341       |
| 1885 | 317       |
| 1905 | 312       |
| 1925 | 387       |
| 1933 | 341       |
| 1939 | 311       |
| 1950 | 565       |
| 1961 | 422       |
| 1970 | 362       |
| 1971 | 365       |
| 2010 | 373       |
| 2013 | 332       |

## Politik
Ortsvorsteherin ist Nicole Röhrs.

### Wappen
Im Wappen verweisen das goldfarbene Eichenblatt auf die vielen Eichen im Dorfbild, das silberne, sich schlängelnde Band auf die Ohre, und die goldene Pflugschar auf den Ackerbau, der ehemals die wirtschaftliche Grundlage dieses Bauerndorfes bildete.

## Kultur und Sehenswürdigkeiten

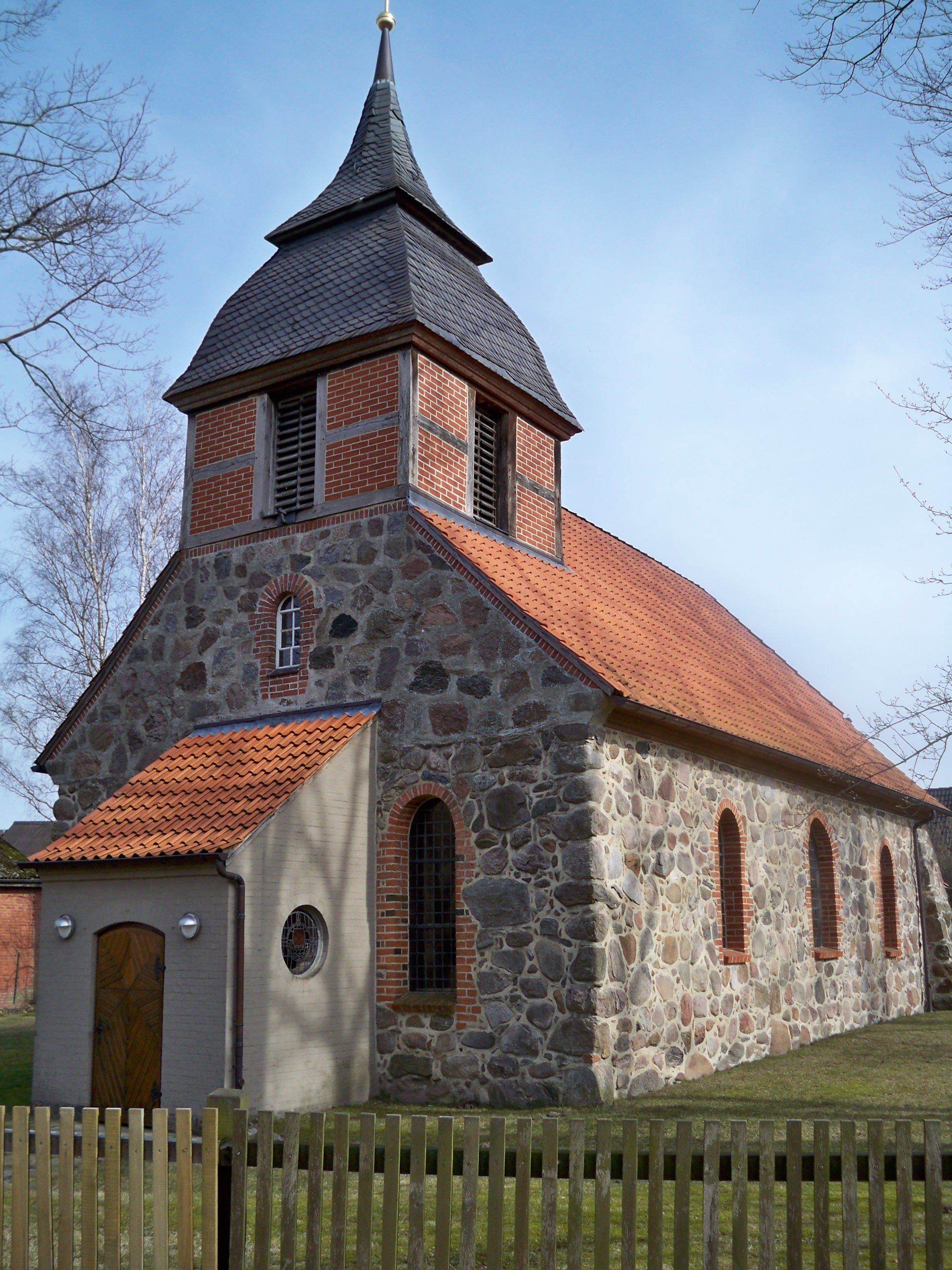
Die Zasenbecker Kirche

- Das Ortsbild prägend ist die sorgfältig und aufwändig renovierte romanische Feldsteinkirche von 1305.[24] Im Jahr 1999 wurde die Feldsteinkirche von Grund auf renoviert.

- Außerdem wirken zahlreiche jahrhundertealte Eichen und zweigeschossige Bauernhäuser zu beiden Seiten der Dorfstraße am attraktiven Eindruck des Dorfes mit.

Zasenbeck erhielt im Wettbewerb des Landkreises Gifhorn „Unser Dorf soll schöner werden“ mehrmals den zweiten, im Jahr 2002 sogar den ersten Preis.